# Pareques acuminatus
Pareques acuminatus és una espècie de peix de la família dels esciènids i de l'ordre dels perciformes.

## Morfologia
- Els mascles poden assolir 23 cm de longitud total.[1][2]

## Hàbitat
És un peix marí, de clima tropical (32°N-33°S) i associat als esculls de corall.

## Distribució geogràfica
Es troba a l'oceà Atlàntic occidental: des de Carolina del Nord (els Estats Units) fins a Rio de Janeiro (el Brasil).

## Ús comercial
Ha estat criat en captivitat.

## Observacions
És inofensiu per als humans.